# دیدارهای فوتبال ایران و پرتغال
تیم ملی ایران و تیم ملی پرتغال تاکنون ۳ بار در مقابل یکدیگر قرار گرفته‌اند. حاصل این بازیها، ۲ برد برای تیم ملی پرتغال و ۱ تساوی بوده است 
تیم ملی ایران دو دیدار اول خود در برابر تیم ملی پرتغال را با شکست تمام کرده است و حتی موفق به زدن یک گل نیز نشده بود ولی در دیدار سوم موفق شد این تیم را در حضور کریستیانو رونالدو با نتیجه یک بر یک متوقف کند
همچنین کریستیانو رونالدو فوق ستاره پرتغالی فوتبال اولین گل خود در جام جهانی فوتبال را وارد دروازه تیم ملی فوتبال ایران کرد 
علیرضا بیرانوند گلر تیم ملی ایران توانست در بازی سوم پنالتی کریستیانو رونالدو را مهار کند و از سومین شکست ایران در مقابل پرتغال جلوگیری کند .اما مهدی طارمی در دقایق آخر بازی یک موقعیت طلایی را به وجود آورد اما در عین ناباوری آن توپ گل نشد.

## اولین بازی
اولین بازی بین این دو تیم در تاریخ ۲۴ خرداد ۱۳۵۱ در شهر رکیف برزیل انجام شد که با برتری ۳ بر ۰ تیم ملی پرتغال به پایان رسید

## بهترین برد
بهترین برد تیم ملی پرتغال در برابر تیم ملی ایران کسب نتیجه ۳ بر ۰ میباشد که در همان اولین مصاف این دو تیم برای این تیم اروپایی حاصل شده است

## بررسی کلی بازیها
| بردهای ایران  | ۰ بازی |              | گل‌های ایران | ۱ گل                             |        | بازی‌های برگزار شده در ایران | ۰ بازی |
| مساوی         | ۱ بازی | گل‌های پرتغال | ۶ گل        | بازی‌های برگزار شده در کشور بی‌طرف | ۳ بازی |                             |        |
| بردهای پرتغال | ۲ بازی |              |             | بازی‌های برگزار شده در پرتغال     | ۰ بازی |                             |        |
| مجموع بازی‌ها  | ۳ بازی | مجموع گل‌ها   | ۷ گل        | مجموع بازی‌ها                     | ۳ بازی |                             |        |

## عنوان بازیها
| #   | عنوان بازی       | تعداد بازی | برد ایران | برد پرتغال | مساوی |
| --- | ---------------- | ---------- | --------- | ---------- | ----- |
| ۱   | جام جهانی فوتبال | ۲          | ۰         | ۱          | ۱     |
| ۲   | دوستانه          | ۱          | ۰         | ۱          | ۰     |
| جمع | جمع              | ۳          | ۰         | ۲          | ۱     |

| عملکرد دو تیم در بازیهای رسمی | عملکرد دو تیم در بازیهای رسمی | عملکرد دو تیم در بازیهای رسمی | عملکرد دو تیم در بازیهای رسمی |
| ----------------------------- | ----------------------------- | ----------------------------- | ----------------------------- |
| بازی                          | برد ایران                     | برد پرتغال                    | مساوی                         |
| ۲ بازی                        | ۰ بازی                        | ۱ بازی                        | ۱ بازی                        |

## میزبان و میهمان
| بازیهایی که در ایران برگزار شده است       | بازیهایی که در ایران برگزار شده است | بازیهایی که در ایران برگزار شده است | بازیهایی که در ایران برگزار شده است |
| تیم                                       | برد                                 | مساوی                               | باخت                                |
| ----------------------------------------- | ----------------------------------- | ----------------------------------- | ----------------------------------- |
| ایران                                     | ۰                                   | ۰                                   | ۰                                   |
| پرتغال                                    | ۰                                   | ۰                                   | ۰                                   |
| بازیهایی که در پرتغال برگزار شده است      |                                     |                                     |                                     |
| تیم                                       | برد                                 | مساوی                               | باخت                                |
| ایران                                     | ۰                                   | ۰                                   | ۰                                   |
| پرتغال                                    | ۰                                   | ۰                                   | ۰                                   |
| بازیهایی که در کشوری بی‌طرف برگزار شده است |                                     |                                     |                                     |
| تیم                                       | برد                                 | مساوی                               | باخت                                |
| ایران                                     | ۰                                   | ۱                                   | ۲                                   |
| پرتغال                                    | ۲                                   | ۱                                   | ۰                                   |

## فهرست کلی بازیها
| # | تاریخ     | نتیجه بازی         | ورزشگاه / شهر              | عنوان بازیها         | گلزنان                                        |
| - | --------- | ------------------ | -------------------------- | -------------------- | --------------------------------------------- |
| ۳ | ۱۳۹۷/۴/۴  | ایران ۱ - ۱ پرتغال | سارانسک، روسیه             | جام جهانی ۲۰۱۸ روسیه | کریم انصاریفرد (۹۰-پ) ** ریکاردو کوارشما (۴۵) |
| ۲ | ۱۳۸۵/۳/۲۷ | ایران ۰ - ۲ پرتغال | کومرتسبانک آرنا، فرانکفورت | جام جهانی ۲۰۰۶ آلمان | دکو (۶۳) – کریستیانو رونالدو (۸۰-پ)           |
| ۱ | ۱۳۵۱/۳/۲۴ | ایران ۰ - ۳ پرتغال | ورزشگاه سانتا کروز، رکیف   | جام استقلال برزیل    | اوزه‌بیو (۱۳) – دنیز (۳۱) – تونی (۷۲)          |

## گلزنان
کریم انصاریفرد تنها بازیکن ایرانی است که موفق به گلزنی در برابر تیم پرتغال شده است که این گل به عنوان مهم ترین گل ملی او ثبت شد .
برای تیم ملی پرتغال نیز ۶ بازیکن موفق به گلزنی شده‌اند

### گلزنان ایران
- ۱ گل : کریم انصاریفرد

### گلزنان پرتغال
- ۱ گل : ریکاردو کوارشما – کریستیانو رونالدو – دکو  – تونی – دنیز – اوزه‌بیو